# 劳动成本
劳动成本是公司雇用员工的实际成本。除了雇员的工资之外。劳动成本還包括公司為雇员支付的福利費用。这些成本包括但不限于工资税、退休金、醫療保險、牙科保险（某些國家）以及公司为员工提供的任何其他福利。带薪休假也必须被视为劳动成本的一部分。